# 戰機少女系列
戰機少女系列（中国大陆又译作，官方译为）是由Idea Factory开发制作的电子角色扮演游戏系列。系列特色在于以电子游戏业界为题材，并对在游戏中游戏平台和公司萌拟人化。
首作《超次元遊戲 戰機少女》最初作为PlayStation 3独占游戏于2010年8月19日在日本发售，随后其加强移植版《超次次元游戏海王星Re;Birth1》先后登陆PlayStation Vita和Microsoft Windows平台。系列两部续作《超次元游戏 海王星mk2》和《神次元游戏 海王星V》同样对应PlayStation 3，并在之后推出了针对PlayStation Vita的移植版。游戏的第4部正篇作品《新次元游戏 海王星VII》对应PlayStation 4，于2015年4月23日发售。
系列围绕自身世界观还推出了动画、漫画和轻小说作品。根据本系列改编的电视动画《超次元游戏 海王星 The Animation》于2013年7月在日本制作播出。

## 游戏
| 2010 | 超次元戰記 戰機少女                                        |
| 2011 | 超次元戰記 戰機少女mk2                                     |
| 2012 | 神次元戰記 戰機少女V                                       |
| 2013 | 神次元偶像 戰機少女PP                                      |
| 2013 | 超次次元遊戲 戰機少女重生1                                 |
| 2014 | 超次次元遊戲 戰機少女重生2 妹妹世代                        |
| 2014 | 超女神信仰 諾瓦露 激神聖黑之心                             |
| 2014 | 超次元動作 戰機少女U                                       |
| 2014 | 神次次元遊戲 戰機少女重生3 V世紀                           |
| 2015 | 新次元遊戲 戰機少女VII                                     |
| 2015 | 激次元組合 戰機少女VS殭屍軍團                              |
| 2015 | 超次元大战 海王星VS 世嘉主机少女 梦幻合体Special           |
| 2016 |                                                            |
| 2017 | 四女神ONLINE 网络次元海王星                                |
| 2017 | 新次元遊戲 戰機少女VIIR                                    |
| 2018 | 超次次元遊戲 戰機少女重生1+                                |
| 2018 | 勇者戰機少女 世界啊，宇宙啊，刮目相看吧！！終極RPG宣言！！ |
| 2019 | Neptunia Shooter                                           |
| 2020 | Go!Go!5次元GAME 戰機少女 re★Verse                          |
| 2020 | VVV 戰機少女                                               |
| 2021 | 閃亂忍忍忍者大戰戰機少女 -少女們的響艷-                    |
| 2022 | Dimension Tripper Neptune: TOP NEP                         |
| 2022 | 超次元游汐 戰機少女 Sisters vs Sisters                     |
| 2023 | 超次元戰記 戰機少女 GameMaker R:Evolution                  |

下表中，如果游戏在多个平台上发行，则在每个平台的发售日期都会记录。从上往下，第一个发行平台对应的是第一个发售日期，以此类推。
| 游戏名                                                         | 类型             | 发售日期                                              | 开发商                                                           | 发行平台                                                                |
| 正篇                                                           | 正篇             | 正篇                                                  | 正篇                                                             | 正篇                                                                    |
| -------------------------------------------------------------- | ---------------- | ----------------------------------------------------- | ---------------------------------------------------------------- | ----------------------------------------------------------------------- |
| 超次元戰記 戰機少女（）                                        | 電子角色扮演遊戲 | 2010年8月19日                                         | Compile Heart                                                    | PlayStation 3                                                           |
| 超次元戰記 戰機少女mk2（）                                     | 電子角色扮演遊戲 | 2011年8月18日                                         | Compile Heart                                                    | PlayStation 3                                                           |
| 神次元戰記 戰機少女V（）                                       | 電子角色扮演遊戲 | 2012年8月30日                                         | Compile Heart                                                    | PlayStation 3                                                           |
| 新次元游戏 海王星VII（）                                       | 電子角色扮演遊戲 | 2015年4月23日 2016年7月5日 2016年7月5日 2020年3月19日 | Idea Factory、Compile Heart                                      | PlayStation 4 Microsoft Windows Nintendo Switch                         |
| 移植重製版                                                     |                  |                                                       |                                                                  |                                                                         |
| 超次次元遊戲 戰機少女重生1（）                                 | 電子角色扮演遊戲 | 2013年10月31日 2015年1月30日 2016年8月25日            | Compile Heart、 FELISTELLA                                       | PlayStation Vita Microsoft Windows                                      |
| 超次次元遊戲 戰機少女重生2 妹妹世代（）                        | 電子角色扮演遊戲 | 2014年3月20日 2015年5月29日 2016年9月29日             | Compile Heart、 FELISTELLA                                       | PlayStation Vita Microsoft Windows                                      |
| 神次次元遊戲 戰機少女重生3 V世紀（）                           | 電子角色扮演遊戲 | 2014年12月18日 2015年10月30日 2016年10月27日          | Compile Heart、 FELISTELLA                                       | PlayStation Vita Microsoft Windows                                      |
| 新次元游戏 海王星VIIR（）                                      | 電子角色扮演遊戲 | 2017年8月24日 2018年10月23日                          | Idea Factory、Compile Heart                                      | PlayStation 4 Microsoft Windows                                         |
| 超次次元遊戲 戰機少女重生1+（）                                | 電子角色扮演遊戲 | 2018年5月31日                                         | Compile Heart、FELISTELLA                                        | PlayStation 4                                                           |
| 《Go!Go!5次元GAME 戰機少女 re★Verse》                | 電子角色扮演遊戲 | 2020年12月17日                                        | Compile Heart、FELISTELLA                                        | PlayStation 5                                                           |
| 外传                                                           |                  |                                                       |                                                                  |                                                                         |
| 神次元偶像 戰機少女PP（）                                      | 冒险游戏         | 2013年6月20日                                         | Tamsoft                                                          | PlayStation Vita                                                        |
| 超女神信仰 諾瓦露 激神聖黑之心（）                             | 戰略角色扮演遊戲 | 2014年5月29日 2016年4月27日                           | Sting                                                            | PlayStation Vita Microsoft Windows                                      |
| 超次元動作 戰機少女U（）                                       | 3D动作游戏       | 2014年8月28日 2016年3月22日                           | Tamsoft                                                          | PlayStation Vita Microsoft Windows                                      |
| 激次元組合 戰機少女VS殭屍軍團（）                              | 3D动作游戏       | 2015年10月15日 2016年10月3日                          | Tamsoft                                                          | PlayStation Vita Microsoft Windows                                      |
| 超次元大战 海王星VS 世嘉主机少女 梦幻合体Special（）           | 電子角色扮演遊戲 | 2015年11月26日 2017年6月13日 2018年2月28日            | FELISTELLA                                                       | PlayStation Vita Microsoft Windows                                      |
| 四女神ONLINE 幻次元遊戲戰機少女（）                            | 動作角色扮演遊戲 | 2017年2月9日 2018年2月28日                            | Tamsoft                                                          | PlayStation 4 Microsoft Windows                                         |
| 勇者戰機少女 世界啊，宇宙啊，刮目相看吧！！終極RPG宣言！！（） | 2DRPG            | 2018年12月20日 2019年7月25日                          | Artisan Studios                                                  | PlayStation 4 Nintendo Switch                                           |
| Neptunia Shooter（）                                           | 捲軸射擊遊戲     | 2019年5月22日 2020年12月17日                          | Idea Factory                                                     | Microsoft Windows PlayStation 5                                         |
| VVV 戰機少女                                                   | 3D动作游戏       | 2020年8月6日 2021年3月30日                            |                                                                  | PlayStation 4 Microsoft Windows                                         |
| 閃亂忍忍忍者大戰戰機少女 -少女們的響艷-                        | 動作角色扮演遊戲 | 2021年9月16日 2022年5月12日                           | Tamsoft                                                          | PlayStation 4 Microsoft Windows                                         |
| Dimension Tripper Neptune: TOP NEP                             | 復古射擊遊戲     | 2022年1月21日 預定2022年10月                          | Idea Factory、Frontier Works、tiny cactus studio、WSS playground | Microsoft Windows                                                       |
| 超次元游汐 戰機少女 Sisters vs Sisters                         | 动作角色扮演游戏 | 2022年4月21日 2023年1月25日 2024年5月16日             | Compile Heart                                                    | PlayStation 5/PlayStation 4 Microsoft Windows Xbox Series X\|S/Xbox One |

## 衍生作品

### 电视动画
《超次元游戏 海王星 THE ANIMATION》是根据游戏原作改编而成的电视动画作品。世界觀設定與原作相同，但故事內容為原創，登場人物的設定與原作相同。
動畫於2013年6月22日日本東京池袋舉辦先行上映會，途中因發生事故緊急取消中止。2013年7月开始，由Animax以及TOKYO MX等6家日本地方电视台在日本播出，隨后Animax Asia亦于2014年6月和9月分别在台湾和香港播放。
第1輯OVA《超次元遊戲 海王星 ~妮普的暑假~》首先在2019年7月8日日本PlayStation Video放映，藍光版則於2020年12月25日發售。
第2輯OVA《超次元游戏 海王星 ~妮普妮普的感谢祭~》則在2021年12月15日於日本虛擬實境社交平臺MiloQ+率先收費放映，藍光版預定於2022年10月發售。
第3輯OVA《超次元游戏 海王星 ~沐浴阳光的紫茄子花~》於2022年7月13日日本各大電子商務平臺收費放映，藍光版預定於2023年4月發售。

#### 內容撮要
在這個被稱為「遊戲業界」的世界中，國家由「女神」所統治。各國之間為了奪取信仰之力（Share），而展開紛爭。在互相的溝通下，女神們締結了禁止以武力搶奪信仰的「友好條約」。

#### 制作人员
| 原作     | Idea Factory、Compile Heart                    |
| 角色原案 | Tsunako                                        |
| 监督     | 向井雅浩                                       |
| 劇本     | 安川正吾                                       |
| 角色设计 | 竹知仁美、森幸子                               |
| 作品设计 | 山田真也、谷川政辉、内田シンヤ、横山谦次       |
| 美术监督 | 野村正信                                       |
| 美术设定 | 金城沙綾                                       |
| 色彩设计 | 水野愛子                                       |
| 摄影监督 | 和田尚之、元木洋介                             |
| 編集     | 廣瀬清志                                       |
| 3D导演   | 平将人                                         |
| 音响效果 | 小山恭正                                       |
| 音响监督 | 明田川仁                                       |
| 音乐     | 横山克、堤博明、金子宪次                       |
| 音乐制作 | 5pb.                                           |
| 动画制作 | David Production（TV）、Okuruto Noboru（OVA1） |
| 製作     | 超次元戰記 戰機少女製作委員會                  |

#### 主題曲

##### 片頭曲
「Dimension Tripper!!!!」
主唱、作詞：nao（chorus 守護女神），作曲：新井健史，編曲：MACARONI☆
第10話更新了片頭曲動畫。

##### 片尾曲
（第1話－第2話、第5話－第9話、第11話－第13話）
作詞：桃井晴子，作曲、編曲：大島康祐，主唱：Afilia Saga
「Go→Love&Peace」（第3話－第4話）
主唱、作詞：彩音，作曲、編曲：上野圭市
歌曲同時爲「超次元戰記 戰機少女mk2」的完結音樂。
「糸」（第10話）
作詞、作曲：中島美雪，編曲：鳥海剛史，主唱：Afilia Saga

##### 插入曲
「流星のビヴロスト」（第1話）
作詞：山下慎一郎，作曲：伊藤賢治，編曲：Vomos、小林秀行，主唱：nao
歌曲同時爲「超次元戰記 戰機少女」的開始音樂。
（第3話）
作詞：山下慎一郎，作曲：YOFFY，編曲：大石憲一郎，主唱：nao（cho 五條真由美）
歌曲同時爲「超次元戰記 戰機少女mk2」的開始音樂。
「Hard beat×Break beat」（第12話）
作曲、編曲：fu:u，作詞、主唱：nao
歌曲爲5pb. 的角色音樂。
「神次元!ふぉーちゅん・まてりある」（第13話）
作曲、編曲：前山田健一，作詞、主唱：nao
歌曲同時爲「神次元戰記 戰機少女V」的開始音樂。
「WILL BE VENUS」（OVA1）
作曲、編曲：阿保剛
「スマイル・スパイラル」（OVA2）
作詞：近藤ナツコ，作曲、編曲：真下正樹，主唱：妮普禔努（田中理恵）×妮普吉雅（堀江由衣）

#### 各話列表
| 集數 | 中文標題 | 日文標題 | 分鏡腳本          | 演出              | 作畫監督                                       | 總作畫監督               |
| ---- | --- | --- | ----------------- | ----------------- | ---------------------------------------------- | ------------------------ |
| #01  | 紫曜之都的女神 | プラネテューヌの女神 | 向井雅浩          | 加藤敏幸          | 山田真也 森幸子 関崎高明 小林亮 虚竹湧人       | 竹知仁美                 |
| #02  | 白露之濱的兇行 | ルウィーの兇行 | 西田正義          | 山田弘和          | 谷川政輝 Shin Hyung Woo                        | 森幸子                   |
| #03  | 綠蔭箱庭的週末 | リーンボックスの週末 | 西田正義          | 江副仁美          | 河野眞也 津熊健徳 あらいひろあき               | 竹知仁美                 |
| #04  | 妹妹們的決心 | 妹たちの決意 | 澤井幸次          | 德本善信          | 服部憲知 高橋克之                              | 森幸子                   |
| #05  | 女神們的共鳴 | 女神たちの共鳴 | 倭武良 西田正義   | 副島惠文          | 中屋了 谷川政輝 蘇武裕子                       | 山田真也 竹知仁美        |
| #06  | 黑土邊域的秘密 | ラステイションの秘密 | 西田正義          | 藤本次朗          | 徳田夢之介 Shin Hyung Woo                      | 森幸子                   |
| #07  | 復仇的果實 | 復讐の果実 | 西田正義          | 阿部雅司 大嶋博之 | 福島豊明 門智昭                                | 山田真也 竹知仁美        |
| #08  | 禁斷的樂園 ……在這裡做這樣那樣的事情 玩弄別人呀或被別人玩弄 搞不好不只走光 還有舔來舔去的場景喔 不要～涅普迪努好難為情之類的！ | 禁断の楽園 ……であんなことやこんなこと やっちゃったりやられちゃったりで もしかするとポロリどころか ペロリまであるかもしれなくていや〜ん ネプテューヌ恥ずかしい〜みたいな！ | 津田尚克          | 江副仁美          | 大川美穂子 石田啓一 五十川礼 河野眞也 津熊健徳 | 森幸子                   |
| #09  | 黃昏樂園的挑戰 | エディンの挑戦 | 西田正義          | 德本善信          | 德倉榮一 永吉隆志 清水勝祐 服部憲知            | 山田真也 竹知仁美        |
| #10  | 忘卻的戰線 | 忘却の戦線 | 加藤敏幸          | 加藤敏幸          | 齊藤大輔 Shin Hyung Woo 萩原正人 福島豊明      | 山田真也 森幸子          |
| #11  | 從遠古而來的使者 | 古からの使者 | 西田正義          | 黑瀨大輔 向井雅浩 | 本多恵美 蘇武裕子 谷川政輝 横山謙次            | 竹知仁美                 |
| #12  | 邁向明日的羈絆 | 明日への絆 | 加藤敏幸 向井雅浩 | 小倉宏文          | 瀧吾郎 冨谷美香 Shin Hyung Woo 清水勝祐 舘崎大 | 竹知仁美 森幸子 山田真也 |
| #13  | 約定的永遠 | 約束の永遠 | 西田正義          | 藤本次朗          | 竹知仁美 森幸子 山田真也                       | -                        |
| OVA1 | 妮普的暑假 | 守護女神のなつやすみ | 大嶋博之          | 大嶋博之          | 田中彩 渡邊浩二 齊藤大輔                       | 竹知仁美 田中彩          |
| OVA2 | 妮普妮普的感謝祭 | ねぷねぷだらけの感謝祭 | 許平康            | 藤本次朗          | 小澤円 服部憲知 垣内彩子 渡邊浩二              | 森幸子 崎本さゆり        |
| OVA3 | 沐浴陽光的茄子花 | 陽だまりの茄花 | -                 | -                 | -                                              | -                        |

### 漫画

#### 超次元游戏：海王星
TV动画的漫画版本。于月刊Comic Alive2013年9月号上预告连载，连载自2013年10月号开始至2014年3月号结束。
该漫画单行本由Media Factory出版，并于2014年2月22日发售。ISBN 978-4-0406-6276-3
制作人员
原作：海王星制作委员会
構成協力：秋風緋色
作画：オリコ

## 其他遊戲合作

#### Mugen Souls（日语：圧倒的遊戯 ムゲンソウルズ）
人气投票中排名靠前的角色的头像部件会出现在Mugen Souls的DLC中。经过投票，本系列的妮普禔努、諾娃、貝兒和妮普吉雅的头像部件加入了DLC。

#### Mugen SoulsZ（日语：圧倒的遊戯 ムゲンソウルズZ）
Mugen SoulsZ的初回限定特典有四位守护女神的头像部件。

#### 碧藍航線
在期间限定的联动活动抽卡中，可以抽到四位守护女神变身前与变身后的联动角色。